# Аппендикс
Аппе́ндикс (синоним: червеобра́зный отро́сток, лат. appendix vermiformis, придаток) — придаток слепой кишки, начальной части толстой кишки.
Аппендикс — важная часть иммунной системы человека.
Воспаление аппендикса человека называется аппендицитом. Хирургическое удаление аппендикса называется аппендэктомия.

## Обладатели (носители)
Червеобразный отросток имеется лишь у некоторых млекопитающих (в частности, у кроликов, обезьян, человека), в то же время он отсутствует у котов и собак.
Диагностировать проблемы с аппендиксом у домашних питомцев (например, кроликов и морских свинок) чрезвычайно трудно, поэтому надо периодически обращаться к ветеринарам, чтобы произвести обследование и своевременно диагностировать возможную болезнь.

### Человек
У человека аппендикс располагается в правой подвздошной области (ниже печени около подвздошной кости) и обычно спускается ко входу в малый таз.
Иногда располагается позади слепой кишки и, поднимаясь кверху, может достигать печени.
Толщина — 0,5—1 см, длина — от 0,5 до 23 см (чаще 7—9 см).
Имеет узкую полость, которая открывается в слепую кишку отверстием, окруженным маленькой складкой слизистой оболочки — заслонкой.
Просвет аппендикса с возрастом может частично или полностью зарастать.

## Функции
Червеобразный отросток осуществляет защитную функцию, скопления лимфоидной ткани в нём входят в состав периферических отделов иммунной системы. У травоядных животных обитающая в нём микрофлора участвует в процессе переваривания растительной целлюлозы, во многих случаях аппендикс у животных имеет относительно большие размеры.
Людям с удалённым аппендиксом труднее восстанавливать микрофлору кишечника после его заражения инфекцией.
Аппендикс выполняет функцию «хранилища» и места размножения для бактерий, необходимых для нормальной работы кишечника. В него обычно не попадает содержимое кишечника, благодаря чему орган может быть своеобразной «фермой», где только размножаются полезные микроорганизмы, нужные для дальнейшего пищеварения, а сам орган никак не взаимодействует с остатками пищи. 
Особо важную роль он имел в древние времена, когда после серьёзных кишечных инфекций помогал восстанавливать микрофлору кишечника. В нынешнее время люди могут компенсировать пострадавшую микрофлору с помощью аптечных препаратов, нормализующих микрофлору кишечника. Также, как полагают некоторые исследователи (Bill Parker с соавт.), из-за значительного увеличения плотности населения современный человек может получать бактерии и от других людей.
Аппендикс играет спасительную роль для сохранения микрофлоры, он является инкубатором кишечной палочки. Именно здесь сохраняется оригинальная микрофлора толстой кишки, почти не зависящая от поступившей пищи. Аппендикс — это орган, выполняющий ту же функцию для кишечника, что и миндалины для легких: он содержит конгломераты лимфоидных фолликулов и функционирует как часть единой функциональной системы мукозального иммунитета.